# رود آکان-بورلوک
رود آکان-بورلوک رودی است به ایشیم می پیوندد. این رود از کشور قزاقستان می‌گذرد.